# Ole Løvig Simonsen
Ole Løvig Simonsen, född 31 januari 1935 i Ålborg, är en dansk lärare och socialdemokratisk politiker. Han var bostadsminister i Poul Nyrup Rasmussens andra regering 1994–1998.
Ole Løvig Simonsen var son till urmakaren Johannes Simonsen och Herdis Elvira Simonsen. Han tog preliminärexamen från Hadsundvejens Skole 1951 och studentexamen från Randers Statsskole 1954. Han blev färdigutbildad lärare från Århus Seminarium 1958 och arbetade sedan som lärare och skolledare i Stubbekøbing (1958-1964), samt som skolinspektör i Stubbekøbing (1964-1971) och Maribo (1971-1981).
Simonsen har varit ledamot av Stubbekøbings- (1966-1970) respektive Maribos (1974-1981) stadsfullmäktige, samt vice borgmästare i den senare (1976-1981). Han blev invald i Folketinget 1981 för Maribos valkrets och behöll detta mandat till 1987. Han blev återvald 1990 för Nykøbing Falsters valkrets och behöll detta mandat till 2001. Han har varit ordförande av partigruppen (1993-1994 och 1998-2001), Folketingets 1:e vice ordförande (1990-2001) och ledamot i LO:s verkställande utskott (1993-1994).
Simonsen har även haft flera styrelseuppdrag, bl.a. som ordförande av Dansk Ungdoms Fællesråd (1969-1971), president för World Assembly of Youth (1976-1993) och president för The Foundation for Environmental Education (1990-1994). Innan han blev bostadsminister var han ordförande av Byggefagenes Kooperative Landssammenslutning (1992-1994), styrelseledamot i Det Kooperative Fællesforbund (1992-1994) och Kooperationens Hus (1992-1994).